# ブレッシュ島

ブレッシュ島

ブレクー島（Brechou）（Brecqhouとも）[bʁɛku]とは、ヨーロッパのイギリス海峡にあるチャンネル諸島に位置し、イギリスの王室属領のガーンジー代官管轄区に属する小島。サーク島のすぐ隣にある。
　チャンネル諸島はイギリスの王室属領 (Crown dependency) であり、外交・防衛についてはイギリスが責任を負うが、自らの憲法と法律を有していて、連合王国の法律が原則として適用されない。したがって、マン島と同様に連合王国には所属しない。